# Josh Matavesi
Joshua Lewis Matavesi (Camborne, 5 ottobre 1990) è un rugbista a 15 figiano, di origine britannica, utility back del Toyota Shuttles.

## Biografia
Matavesi nacque e crebbe nella cittadina di Camborne in Cornovaglia; suo padre Sireli era un rugbista originario delle Figi che fu ingaggiato negli anni ottanta dal club locale del Camborne RFC dopo aver partecipato ad un tour britannico con i Fiji Barbarians. Dopo essersi formato rugbisticamente in varie squadre locali, Matavesi frequentò il Truro College dove conobbe e giocò con Jack Nowell. Nel 2008 entrò a far parte delle giovanili di Exeter, club con il quale esordì a livello professionistico durante una partita della fase a gironi dell'European Challenge Cup 2010-2011. Nella formazione inglese trascorse due anni e mezzo senza riuscire ad ottenere presenze nell'English Premiership. Si trasferì al Racing Métro 92 nel 2011 come sostituto dell'infortunato Juan Martín Hernández. Dopo una sola stagione di Top 14 ritornò in Inghilterra nelle file del Worcester che abbandonò dopo due annate a causa della retrocessione del club al termine dell'English Premiership 2013-2014. Continuò la sua carriera nella franchigia gallese di Pro14 degli Ospreys dove rimase tre anni. Fu nuovamente in Inghilterra, questa volta nel Newcastle a partire dalla stagione 2017-2018; dopo aver conquistato la semifinale del campionato inglese il primo anno, retrocesse in seconda divisione quello successivo. Nel gennaio 2020 lasciò la squadra originaria del Nord Est per tornare a militare in Premiership nelle file del Bath.
A livello internazionale, Matavesi rifiutò la convocazione della nazionale under-20 inglese nel 2009. Lo stesso anno fece il suo esordio con le Figi contro la Scozia in un test-match di novembre divenendo così il secondo più giovane debuttante nella storia della nazionale oceanica. Successivamente giocò anche le partite contro Irlanda e Romania e, in quest'ultima, segnò i suoi primi punti internazionali trasformando con successo tre calci di punizione. L'anno seguente partecipò al mondiale giovanile con la rappresentativa figiana di categoria per poi essere di nuovo presente nella sessione novembrina di incontri internazionali. Le sue apparizioni si fecero poi più sporadiche: ottenne, infatti, solo tre presenze nei quattro anni tra il 2011 ed il 2014. Nel 2015, oltre ad alcune amichevoli, disputò la Pacific Nations Cup vincendola. Nell'agosto dello stesso anno fu annunciata la sua convocazione nella squadra figiana selezionata per disputare la Coppa del Mondo di rugby 2015, torneo nel quale scese in campo in due sfide della fase a gironi. Dopo aver presenziato in una partita contro l'Inghilterra nel novembre 2016, fu assente dalla nazionale fino al 2019. In quell'anno, dopo aver preso parte alla Pacific Nations Cup, fu incluso nei convocati per la Coppa del Mondo di rugby 2019, durante la quale giocò due partite.
Matavesi può vantare una presenza nel club ad inviti dei Barbarians ottenuta in una sfida contro una selezione inglese nel maggio 2018.

## Palmarès
- Pacific Nations Cup : 1
Figi 2015